# Југословенско драмско позориште
Југословенско драмско позориште основано је 1947. године као репрезентативно позориште нове Југославије. Многи најзначајнији глумци из Загреба, Новог Сада, Сарајева, Сплита, Љубљане и других градова позвани су да учествују у стварању овог позоришта.

## Историјат
Године 1947, редитељ Бојан Ступица је постављен на чело куће као уметнички руководилац. Он и критичар Ели Финци поставили су темеље репертоарске оријентације ЈДП-а као позоришта високог литерарног нивоа. То ће остати као основна оријентација ЈДП-а до данашњег дана, с тим да је, поред литерарног, елемент сценског добио равноправно место. Тада је сакупљено око 60 пробраних глумаца, међу којима су били Марија Црнобори, Мира Ступица, Бранка Веселиновић, Млађа Веселиновић и Капиталина Ерић. Југословенско драмско позориште је настало на месту јахачке школе, адаптирана је коњушница и претворена у сцену.
Прва представа је одиграна 3. априла 1948. а реч је о комаду „Краљ Бетајнове“ Ивана Цанкара у режији Бојана Ступице. Овај дан се обележава као дан ЈДП-а и тог датума се додељују годишње награде.
Прве сезоне прошле су у знаку приказивања светске и домаће класике: Чехов, Голдони, Шеридан, Островски, Лопе де Вега, Горки, Шо, Шекспир, Плаут, Расин, Молијер, Ибзен, Лорка, а од домаћих класика Цанкар, Држић, Стерија, Јакшић и Нушић.
Редитељи који су у то време створили славу ЈДП-а, (Бојан Ступица, Мата Милошевић и Томислав Танхофер) били су већ између два рата под утицајем европског модернизма што је било видљиво и у њиховим представама.
Од средине осамдесетих театролог Јован Ћирилов, у својих четрнаест управничких сезона, устоличава ЈДП као репрезентативно позориште савременог сценског израза у оквирима ширим од бивше државе.
ЈДП је изгорело до темеља 17. октобра 1997, наводно због грешке на инсталацијама. Позориште је поново саграђено, а Велика сцена је изнова отворена 23. маја 2003. представом „Родољупци“ Јована Стерије Поповића у режији Дејана Мијача. Глумац Бранко Цвејић је био заменик директора, а од 12. јула 2002. је директор ЈДП-а. Редитељ Горчин Стојановић је био директор од 2001. а уметнички директор је од 12. јула 2002. Велика сцена сада носи име великана српске глумачке сцене, Љубе Тадића.
Од 2003. до данас обновљено Југословенско драмско позориште поставило је текстове Чехова, Шекспира, Булгакова, Ведекинда, Андрејева, фон Хорвата, Островског, Хера, Лабјута, Христића, Дуковског, Србљановићеве, Марковићеве. Отворена је и трећа сцена позоришта, Студио ЈДП-а, експериментална сцена за младе ауторе.
Поводом 70 година од оснивања ЈДП објављена је јубиларна монографија.
Члан је Уније театара Европе од 2006. године.

## Зграда Југословенског драмског позоришта

### Мањеж
На месту где се данас налази нова зграда Југословенског драмског позоришта, у време Кнежевине Србије, налазио се мањеж - зграда која је служила Краљевском коњичком ескадрону. Издужене основе, била је то једноставна, једноспратна зграда, у коју ће се неколико деценија касније уселити ансамбл Народног позоришта, због оштећења матичне куће, настале током Првог светског рата. Стара коњушница, популарно названа „Дрвени мањеж“ кратко је служила позоришним поклоницима, због избијања пожара 1927. године, када је потпуно изгорела. Исте године, по плановима истакнутог архитекте руског порекла Николаја Петровича Краснова започета је градња нове зграде.

### Позоришна зграда
Од 1929. године до 1931. године, кратко је служила као позоришна зграда („Зграда на Врачару“), кад се у ентеријеру обављају измене, ради привременог усељавања Народне скупштине.

### После Другог светског рата
По завршетку Другог светског рата, 1947. године, признати архитекта Момчило Н. Белобрк израђује пројекат адаптације зграде за позоришне потребе.
После другог пожара, 1997. године, на основу расписаног конкурса који је подразумевао реконструкцију, модернизацију и темељну обнову зграде, започети су обимни радови према пројекту првонаграђеног рада, младог архитекте Зорана Радојичића и пријатеља (како је аутор означио своје сараднике). Објекат који је оцењен као „сензибилно модернистичка интервенција“ данас је стециште богатог позоришног живота у центру престонице.
Зграда је освојила следеће награде:
- Награда Савеза архитеката Србије 2005. године (Југословенско драмско позориште, Београд)
- Априлска награда Града Београда за архитектуру и урбанизам за објекат Југословенског Драмског Позоришта у Београду 2004. године
- Награда компаније „Новости“ за архитектуру 2003, за најбоље архитектонско остварење (Југословенско драмско позориште, Београд) 2004. године
- Гран при XXVI Салона архитектуре (Југословенско драмско позориште, Београд, 2004. године
- БПБ награда 2003. године за ентеријер (Југословенско драмско позориште, Београд)

## Управници
Досадашњи управници позоришта су:
- Ели Финци 1947-49. и 1966-67.
- Велибор Глигорић 1949-59.
- Милан Дединац 1959-63.
- Мирослав Беловић 1963-66.
- Бојан Ступица 1967-70.
- Милан Ђоковић 1971-74.
- Милосав Буца Мирковић 1974-77.
- Петар Волк 1977-81.
- Воја Брајовић в. д. 1981-82.
- Јанез Шенк 1983-84.
- Јован Ћирилов 1984-1997.
- Владимир Јевтовић 1997-2001.
- Горчин Стојановић 2001-2002.
- Бранко Цвејић 2002-2011.
- Тамара Вучковић 2011-

## Ансамбл
- Јасмина Аврамовић
- Марко Баћовић
- Бојан Димитријевић
- Војин Ћетковић
- Горан Даничић
- Анита Манчић
- Јована Гавриловић
- Марко Јанкетић
- Драган Јовановић
- Дубравко Јовановић
- Бранислав Лечић
- Небојша Љубишић
- Милан Марић
- Ирфан Менсур
- Љиљана Међеши
- Драган Мићановић
- Владица Милосављевић
- Небојша Миловановић
- Никола Ракочевић
- Анђелика Симић
- Весна Станковић
- Горан Шушљик
- Наташа Тапушковић
- Слободан Тешић
- Срђан Тимаров
- Милена Васић
- Тамара Вучковић
- Радован Вујовић
- Никола Ђуричко

## Гостујући глумци
- Младен Андрејевић
- Јелена Ангеловски
- Милош Анђелковић
- Зорана Бечић
- Јован Белобрковић
- Слободан Бештић
- Светлана Бојковић
- Иван Босиљчић
- Војислав Брајовић
- Стефан Бундало
- Јанко Цекић
- Петар Ћирица
- Тијана Чуровић
- Оливера Катарина
- Бранко Цвејић
- Светозар Цветковић
- Маша Дакић
- Дејан Дедић
- Бојан Димитријевић
- Тиња Дошен
- Небојша Дугалић
- Игор Филиповић
- Јована Гавриловић
- Борис Исаковић
- Срђан Ивановић
- Маја Изетбеговић
- Урош Јаковљевић
- Марко Јанкетић
- Александра Јанковић
- Бане Јевтић
- Горан Јевтић
- Срђан Јовановић
- Лана Караклајић
- Мирјана Карановић
- Дамјан Кецојевић
- Гордан Кичић
- Дубравка Ковјанић
- Оливера Крљевић
- Анђела Крвавац
- Тони Лауренчић
- Бојан Лазаров
- Сузана Лукић
- Жељко Максимовић
- Бојана Маљевић
- Анита Манчић
- Александар Марковић
- Наташа Марковић
- Ђорђе Марковић
- Маја Матијевић
- Цвијета Месић
- Слобода Мићаловић
- Иван Михаиловић
- Милош Милић
- Борис Миливојевић
- Исидора Минић
- Наташа Нинковић
- Андријана Оливерића
- Иван Пантовић
- Арпад Печвари
- Павле Пекић
- Бранка Петрић
- Јелена Петровић
- Милица Петровић
- Тања Пјевац
- Борис Постовник
- Александар Радојичић
- Наташа Радовановић
- Јелисавета Сека Саблић
- Нада Шаргин
- Хана Селимовић
- Ана Симић
- Ана Станковић
- Слободан Стефановић
- Феђа Стојановић
- Каћа Тодовић
- Лазар Томић
- Јелена Тркуља
- Рената Улмански
- Власта Велисављевић
- Марија Вицковић
- Ивана Вуковић
- Бранислав Зеремски
- Милена Живановић
- Божидар Зубер
- Јелена Ђокић
- Сена Ђоровић
- Игор Ђорђевић
- Зоран Ђорђевић
- Лазар Ђукић
- Јасна Ђуричић
- Рада Ђуричин
- Милош Ђуровић